# Escut de Palol de Revardit

Escut oficial de Palol de Revardit

L'escut oficial de Palol de Revardit té el següent blasonament:
Escut caironat: d'argent, un palau de gules obert acompanyat a la punta d'una faixa ondada d'atzur. Per timbre una corona mural de poble.

## Història
Va ser aprovat el 15 de març de 1999 i publicat al DOGC el 6 d'abril del mateix any amb el número 2861.
El palau és el senyal parlant al·lusiu al nom del poble, derivat del llatí "palatiolo", o 'palauet'. La faixa ondada representa el riu Revardit.